# Klášter v Doubravníku
Klášter augustiniánek v Doubravníku je zaniklý klášter v městečku Doubravník v okrese Brno-venkov. Stával u kostela Povýšení svatého Kříže.

## Historie
Založen byl zřejmě někdy mezi lety 1208-1220 Štěpánem I. z Medlova jako rodový klášter Pernštejnů. Zakládající listina se nedochovala. 
Dochovala se ale listina z 25. září 1208, na základě níž Štěpán I. z Medlova získal Doubravník a jeho okolí. V uvedené listině Robert, biskup olomoucký, vyměňuje, se souhlasem českého krále Přemysla Otakara I. a jeho bratra markraběte moravského Vladislava Jindřicha v přítomnosti četných šlechticů z obou zemí a za souhlasu děkana Walthera a celého konventu jeho kostela, se šlechticem Orphanem (tj. Štěpánem I. z Medlova), synem Gotharda, dvě vsi svého biskupství - Doubravník (Dubravnic) a Drahník (Dragnic) a jedno popluží v Dřevnicích (Drevniche) za dvě vsi Orphanovy - Tuřany (Turane) a Petrovice (Petruich), které jsou blíže Olomouci. V této listině je zmínka o kostele v Doubravníku, což vede k následné úvaze, že když stál již roku 1208 kostel, musilo zde být osídlení už ve 12. století - lze tedy předpokládat, že Doubravník patří mezi nejstarší vsi na Moravě. Listina z roku 1208 je nejstarší listinou uloženou v Archivu města Brna. 
Dále se dochoval originál listiny z roku 1220, v níž Vladislav Jindřich, markrabě, na žádost Štěpána I. z Medlova, purkrabího z Dívčích hradů, udělil abatyši a konventu kláštera v Doubravníku své patronátní právo kostela v Bystřici nad Pernštejnem. V té době již tedy musel doubravnický klášter existovat.
Dějiny kláštera byly velmi pohnuté, jak o tom svědčí zákroky olomouckých biskupů i římských papežů. Ti museli často zakročovat ve sporech, jež měl klášter s vrchností, která nakloněna husitství, zabírala klášterní statky pro sebe. To vyvrcholilo počátkem 15. století, kdy byl klášter již podruhé ve své historii vypálen. V úspěšném žhářství Tatarských nájezdníků z roku 1241 nyní pokračovalo rozezlené vojsko husitské. Řádové sestry se údajně zachránily útěkem na hrad Pernštejn a o zabrané statky se soudily, aby získaly prostředky na živobytí. Poslední z nich se roku 1543 přestěhovaly do kláštera Porta Coeli v Předklášteří u Tišnova a klášter v Doubravníku se z pohromy již více nezotavil.
Pernštejnové na jeho místě nechali v 16. století postavit trojlodní kostel Povýšení svatého Kříže s rodovou hrobkou.